# Von Jenisch
Von Jenisch is een uit Berlijn stammend geslacht waarvan leden sinds 1906 tot de adel van Pruisen behoren.

## Geschiedenis
De stamreeks begint met Georg Rücker die vanaf 1627 in Berlijn vermeld wordt. Vanaf 1881 voert de familie de naam Jenisch als geslachtsnaam terwijl de naam Rücker als voornaam gaat fungeren nadat het fideï-commis Blumendorf-Fresenburg werd ingesteld en bij senaatsdecreet in 1881 werd bekrachtigd. Bij besluit van 27 januari 1906 werd Martin Jenisch verheven in de Pruisische adels- en Freiherrenstand, dat laatste gekoppeld aan het bezit van Blumendorf.

## Enkele telgen
Martin Freiherr von Jenisch (1861-1924), diplomaat
- Wilhelm Freiherr von Jenisch (1908-1943), gesneuveld in Griekenland
- Martin von Jenisch (1910-1943), gesneuveld in Rusland
- Johan Christian Freiherr von Jenisch, heer van Blumendorf, enz. (1914-2003), Duits militair, bezitter van Blumendorf